# Acronicta othello
Acronicta othello is een vlinder uit de familie van de uilen (Noctuidae). De wetenschappelijke naam van de soort is voor het eerst geldig gepubliceerd in 1908 door John Bernhardt Smith.